# Pawieł Emdin
Pawieł Iosifowicz Emdin (ros. Павел Иосифович Эмдин, ur. 1883 w Czausach, zm. 1959 w Rostowie nad Donem) – rosyjski lekarz neurolog i neurochirurg.
Ukończył studia na Uniwersytecie Kazańskim, w latach 1909–1914 pracował w klinice Darkszewicza w Kazaniu. W 1914 przedstawił dysertację doktorską. Od 1924 profesor i kierownik kliniki neurologicznej w Rostowie nad Donem. Był jednym z pionierów neurochirurgii w Związku Radzieckim. Wprowadził w ZSRR nowe metody diagnostyczne (nakłucie podpotyliczne), zajmował się przede wszystkim chirurgią guzów mózgu. Twórca własnej szkoły neurochirurgicznej. W latach 1923–25 dziekan Wydziału Lekarskiego Uniwersytetu w Rostowie nad Donem. Zasłużony Naukowiec RFSRR (1941).

## Wybrane prace
- Синдром крестцовой елочки. Вестн. нейрохиргии 4, С. 35—38 (1950)